# 李充节
李充节（6世紀—？），陇西郡狄道县（今甘肃省定西市临洮县）人，出自陇西李氏武阳房，是北魏侍中、车骑大将军、左光禄大夫、仪同三司、文简公李琰之的孙子，宜州刺史、仪同三司李纲的儿子，隋朝官员。

## 生平
李充节少年时情绪激昂，有英明的谋略。隋朝开皇二年四月庚寅（582年5月24日），李充节以上柱国的身份带兵在河北山击败突厥，六月乙酉（582年7月18日），李充节再度于马邑击败突厥。开皇三年（583年），李充节以行军总管的身份随卫王杨爽从朔州出兵北伐突厥，在白道遇到了沙钵略可汗，李充节对杨爽说：“北周和北齐的年代，就和战国时期相同，华夏的力量分散，这种情况存在多时。突厥每次侵犯边境，诸位将军总是计划保全军队，没有能不顾性命的。因此突厥胜多败少，所以总是轻视中国的军队。如今沙钵略可汗带领国内所有部众，驻扎据守在险要之地，必定轻视我军而没有防备，以精兵偷袭他们，就可以击破。”杨爽听从了李充节的意见，但手下的将军们大多认为不能决断，只有李彻称赞李充节的计策，请求与李充节一起出战。于是李充节和李彻率领精锐骑兵五千人，出其不意的袭击突厥，突厥大败，隋军俘虏了突厥一千余人，驱赶马牛羊等非常多，沙钵略可汗受重伤后逃走。李充节后又屡次以行军总管的身份进攻突厥立下战功，位至上柱国、朔州总管，封武阳郡公，很有威名，为北方外族所忌惮。隋朝开皇七年（587年），沙钵略可汗去世，隋文帝派遣长孙晟持节册拜沙钵略可汗的弟弟处罗侯为莫何可汗，以沙钵略可汗之子雍虞闾为叶护。处罗侯请长孙晟上奏说：“阿波可汗为上天所灭，与五六千骑在山谷之间，臣下拜听诏书圣旨，拿他来献给陛下。”隋文帝因此召集文武大臣商议。乐安公元谐说：“请就地将他斩首示众，以惩罚恶行。”李充节说：“请活捉他入朝，明正典刑，陈尸示众。”隋文帝对长孙晟说：“爱卿认为如何？”长孙晟回答说：“如果突厥违命放诞，不受节制，就必须用刑法整治。如今他们兄弟之间自相残杀，不是有负于国家。因为他艰难窘迫而拿来杀戮，恐怕不是招抚偏远地方之人的方法，不如让他们双方同时存在。”隋文帝说好。后来有人诬陷李充节谋反，李充节被征调返回京师，隋文帝十分生气，李充节素来十分倔强固执，在忧郁愤恨中去世。

## 家族
- 子：李大通，隋千牛备身
  - 孙：李道裕，刑部侍郎、蒲州刺史、大理卿、狄道公
    - 曾孙：李仁宗，西州蒲昌县令
      - 玄孙：李令同，洺州司户。
- 子：李大辩
  - 孙：李直瓘，德州刺史。
- 子：李大亮，右衞大將軍、武陽懿公
  - 孙：李奉诫，安吉县令
    - 曾孙：李如璧，監察御史，以直道谪为硖州宜都县尉。
      - 玄孙：李强友，字刚克，开元七年卒。

  - 孙：李守一，庫部員外郎